# Jlegong (Bejen)
Jlegong is een bestuurslaag in het regentschap Temanggung van de provincie Midden-Java, Indonesië. Jlegong telt 2321 inwoners (volkstelling 2010).